# The Sunrays
The Sunrays var en amerikansk musikgrupp (rock, surfrock) som bildades i Los Angeles i Kalifornien år 1964. Murry Wilson blev deras producent och manager efter att Beach Boys avskedat honom. Gruppen bestod av sångaren och trummisen Richard Henn som även var bandets låtskrivare, gitarristerna Eddie Medora och Byron Case samt pianisten Marty DiGiovanni. Snart blev även basisten Vince Hozier medlem i bandet och de fick skivkontrakt av Tower Records och deras första singel, "Outta Gas", släpptes. Det stora genombrottet kom 1965 med singeln "I Live for the Sun" och de fick senare en större hit med låten "Andrea", som även blev titeln på deras debutalbum år 1966. Även singeln "Still" gick hem men deras efterkommande singlar fick inga större framgångar och 1967 splittrades bandet. Henn kom senare att samarbeta och komponera musik tillsammans med Brian Wilson.

## Diskografi
Studioalbum
- 1966 – Andrea

Singlar
- 1964 – "Car Party" / "Outta Gas"
- 1965 – "I Live For The Sun" / "Bye Baby Bye"
- 1965 – "Andrea" / "You Don't Phase Me"
- 1966 – "Still" / "When You're Not Here"
- 1966 – "Hi, How Are You" / "Just 'Round The River Bend"
- 1966 – "Don't Take Yourself Too Seriously" / "I Look Baby - I Can't See"
- 1967 – "Loaded With Love" / "Time (A Special Thing)"
- 2014 – "Our Leader" / "Won't You Tell Me"

EP
- 1965 – I Live For The Sun

Samlingsalbum
- 1996 – For Collectors Only - Vintage Rays